# Fosse no 1 - 1 bis des mines de Bruay
La fosse no 1 - 1 bis de la Compagnie des mines de Bruay est un ancien charbonnage du Bassin minier du Nord-Pas-de-Calais, situé à Bruay-la-Buissière. Le fonçage commence en décembre 1852, et la fosse commence à produire en 1855, après bien des difficultés liées aux venues d'eau. La cité des Électriciens est bâtie à proximité de la fosse. La production triple en une vingtaine d'années. Les appareils d'extraction sont modernisés en 1874. Le puits d'aérage no 1 bis est commencé en juin 1888 au diamètre de deux mètres, à 49,60 mètres à l'est du puits no 1. En 1899, la Compagnie de Bruay rachète la chartreuse du Mont-Sainte-Marie, devenue une ferme, à Gosnay pour y loger ses mineurs de la fosse no 1 - 1 bis. La chapelle Sainte-Barbe a été construite à proximité de la fosse.
Le puits no 1 bis est remblayé en 1929, la fosse cesse d'extraire l'année suivante, le puits no 1 est remblayé en 1932. Les bâtiments sont conservés, et servent de magasin et de laboratoire central pour le Groupe de Bruay, ils sont détruits en 1981. Le 10 juin 1986, la cité no 17, dite du Château des Dames, est inscrite aux monuments historiques.
Alors que la partie extractive de la fosse devient un espace vert, où un mémorial est construit, des immeubles ont été bâtis sur le reste du carreau. Au début du XXIe siècle, Charbonnages de France matérialise les têtes des puits nos 1 et 1 bis. La cité no 2, dite des Électriciens, est inscrite aux monuments historiques le 25 novembre 2009. Elle avait alors servi au tournage de quelques scènes du film Bienvenue chez les Ch'tis deux ans plus tôt. La cité de corons du Château des Dames à Gosnay, la cité pavillonnaire Anatole France et la cité de corons des Électriciens ont été inscrites le 30 juin 2012 sur la liste du patrimoine mondial de l'Unesco.

## La fosse
Alors que la Compagnie de Bruay nouvellement créée n'a ouvert que des sondages, elle décide d'ouvrir une fosse.

### Fonçage
Une première fosse est ouverte à la fin de 1852 à Bruay-la-Buissière. Elle est située à 70 mètres au sud de la route de Saint-Pol-sur-Ternoise à Béthune, et à 755 mètres à l'est du clocher. Les premiers travaux de fonçage commencent fin décembre 1852, et à la fin de l'année 1853, le niveau est passé à la profondeur de 77 mètres. Mais lorsqu'on a traversé les bleus, à 85 mètres, une source considérable, bouleversant le terrain qui la recouvre, envahit les travaux, ne laissant aux mineurs que le temps justement nécessaire pour se sauver. On a dû pour passer ce deuxième niveau monter quatre pompes de quarante-six et cinquante centimètres de diamètres disposées en deux étages, et la machine de 120 chevaux, marchant à grande vitesse a eu beaucoup de peine à vaincre les eaux. Toutefois on a pu établir la base du cuvelage à 98 mètres dans le terrain houiller le 1er juin 1854. Le terrain houiller est atteint à la profondeur de cent mètres.
De nouvelles difficultés se produisent à 132 mètres : un banc de grès houiller, situé au-dessous de deux petites veines de houille, donne de nouveau une grande quantité d'eau, qui oblige d'installer un système d'épuisement fixe, qui fonctionne encore en 1880. À Bruay comme à Marles, le terrain houiller n'est pas recouvert d'une épaisse couche de dièves, ainsi que cela a lieu dans les autres houillères du bassin. Les dièves manquent ou n'ont qu'une faible épaisseur. Cette particularité explique la rencontre, au puits no 1, de la venue d'eau à la tête du terrain houiller, dont les assises peuvent communiquer par des fissures avec le niveau proprement dit.

### Exploitation

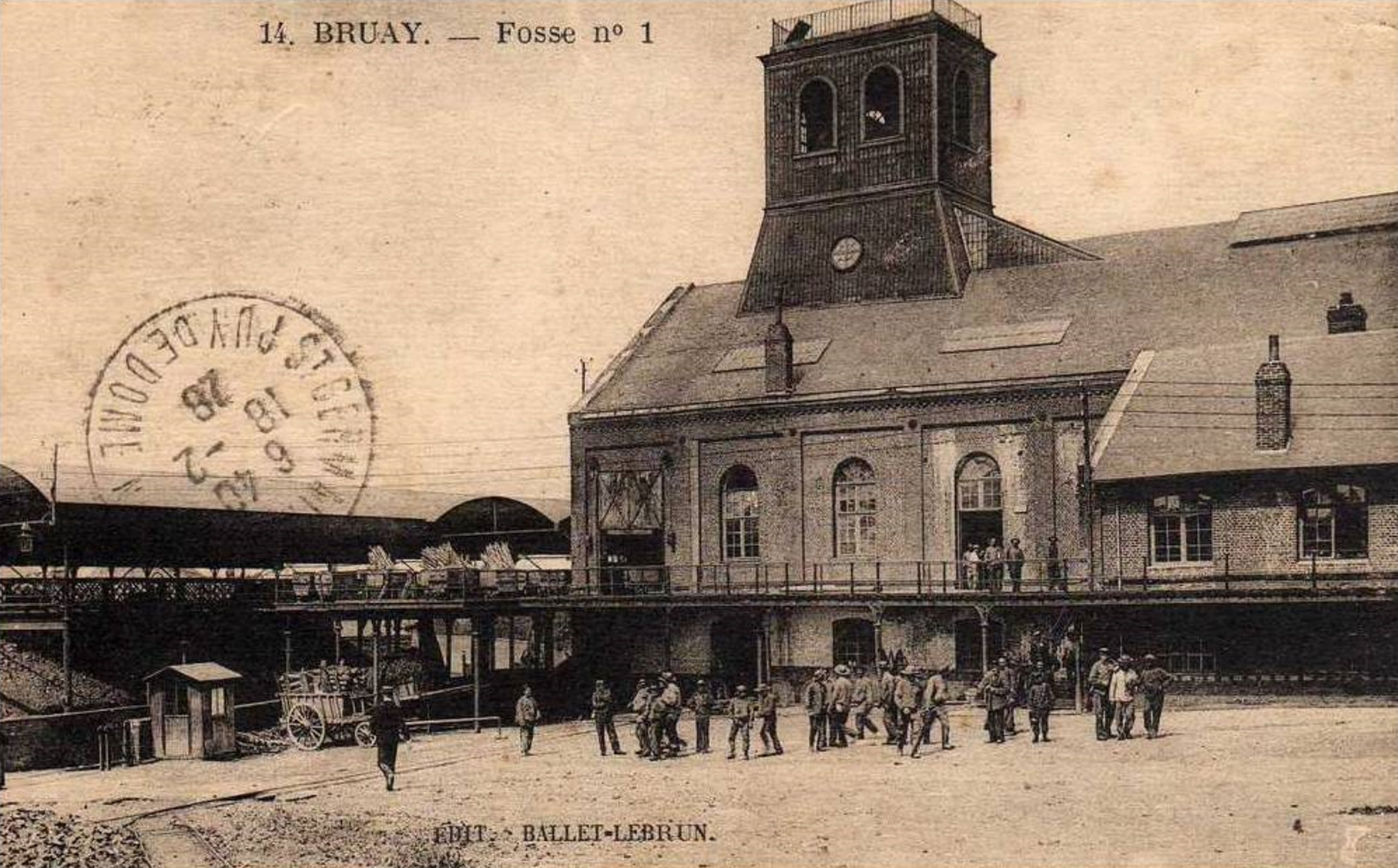
La fosse no 1 - 1 bis à la fin des années 1920.

Le montage des appareils d'épuisement, le fonçage dans le terrain houiller plus long, plus difficile à cause de l'eau, apporte beaucoup de retards dans l'exécution de cette première fosse, qui en 1855 ne commence à produire qu'une faible quantité de houille, 2 000 tonnes. Cependant elle trouve un gisement riche et régulier et sa production s'accroît successivement, et atteint près de 53 000 tonnes en 1859, 80 000 à 90 000 tonnes de 1864 à 1868, 100 000 à 120 000 tonnes de 1869 à 1871, et de 130 000 à 160 000 tonnes de 1872 à 1878. Le gisement y est riche et régulier, la fosse est très productive.
Cette fosse, munie d'une machine d'extraction de 250 chevaux, et d'une machine d'épuisement de 120 chevaux, alimentées par une batterie de onze générateurs ayant ensemble 1 000 mètres carrés de surface de chauffe, avec des cages à trois étages contenant six charriots, exploitant un gisement très riche et très régulier, est certainement une des fosses les plus productives du bassin. La transformation des appareils d'extraction exécutée en 1874 a coûté 321 424,34 francs. Cette modernisation a permis de remplacer la première machine d'extraction de 80 chevaux. La fosse exploite la houille flénue. Le grisou y existe. Le puits est alors profond de 320 mètres.
Le puits no 1 bis est commencé en juin 1888,, à 49,60 mètres à l'est du puits no 1. À la fin des années 1890, Alfred Soubeiran indique que pour le premier puits, le cuvelage est en bois et possède seize pans de 79,88 mètres de hauteur. Son diamètre utile est de 4,04 mètres, ses accrochages sont établis à 166, 188, 229, 277, 316 et 360 mètres de profondeur. L'orifice du puits no 1 est à l'altitude de 60,14 mètres, et il est profond de 465,36 mètres. Le puits no 1 bis, à l'instar du no 1, a rencontré la tête du terrain houiller à la profondeur de cent mètres. Sa profondeur totale est de 454,52 mètres. Il a été foncé par le procédé Chaudron, son cuvelage en fonte s'étend sur 74,50 mètres de hauteur, son diamètre utile n'est que de deux mètres. Ce puits ne sert qu'au retour d'air et au passage des tuyauteries des pompes souterraines. La base du cuvelage a été assurée dans la tête du terrain houiller par douze mètres de faux cuvelage avec trousses picotées. L'orifice du puits est à l'altitude de 60,14 mètres, ses accrochages ont été établis à 166, 188, 229, 277, 316 et 360 mètres de profondeur. Jules Gosselet indique une altitude de 59 mètres pour le puits no 1.
Le puits no 1 bis est remblayé en 1929. La fosse cesse d'extraire en 1930, le puits no 1 est remblayé en 1932. Les bâtiments sont conservés, et servent de magasin et de laboratoire central pour le Groupe de Bruay, ils sont détruits en 1981.

### Reconversion
Au début du XXIe siècle, Charbonnages de France matérialise les têtes des puits nos 1 et 1 bis. Le BRGM y effectue des inspections chaque année. Le seul vestige de la fosse est un pan de mur. Un mémorial a été construit en souvenir des mineurs, près du puits no 1, entre les deux puits.

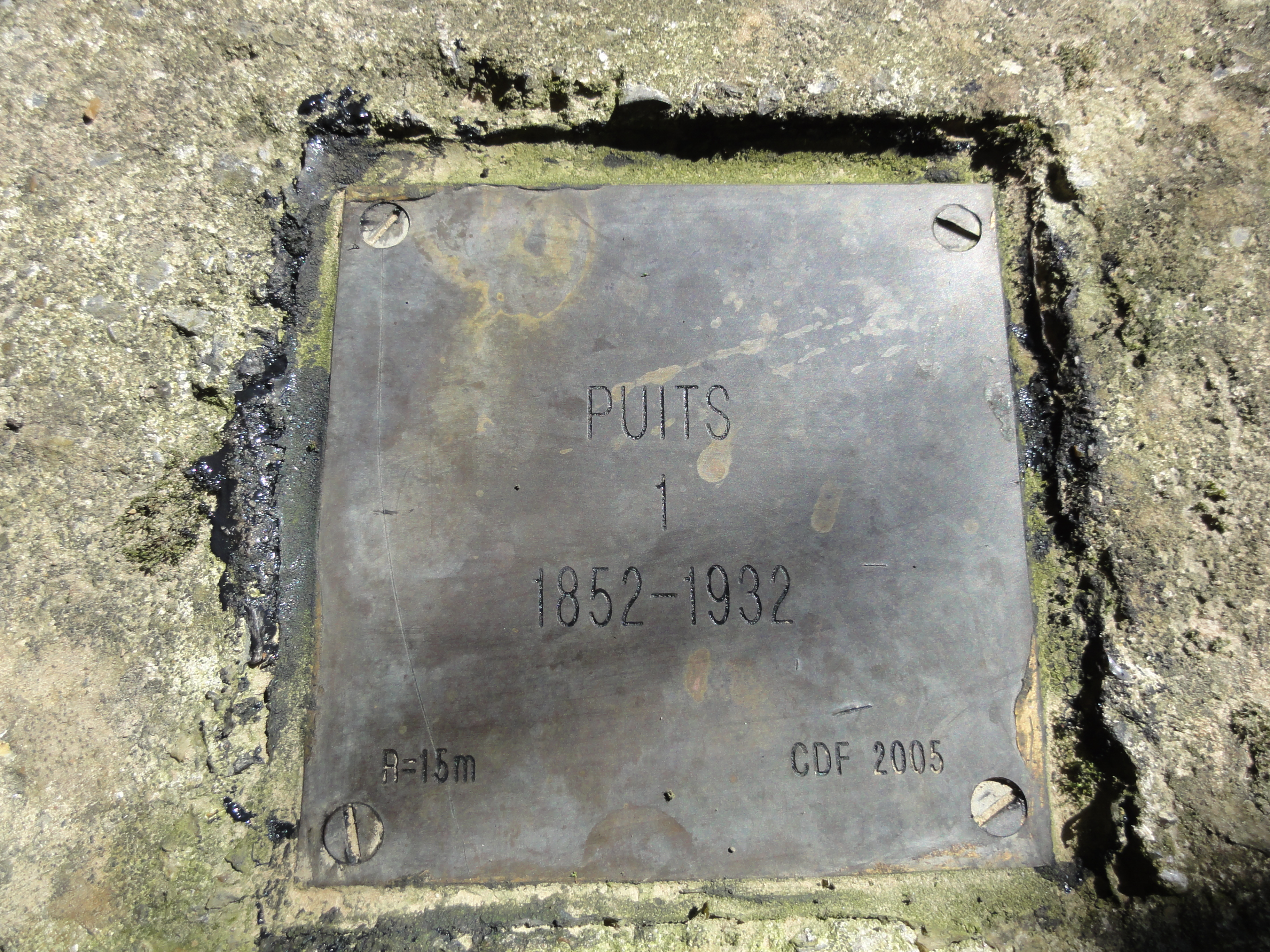
Puits no 1, 1852 - 1932.
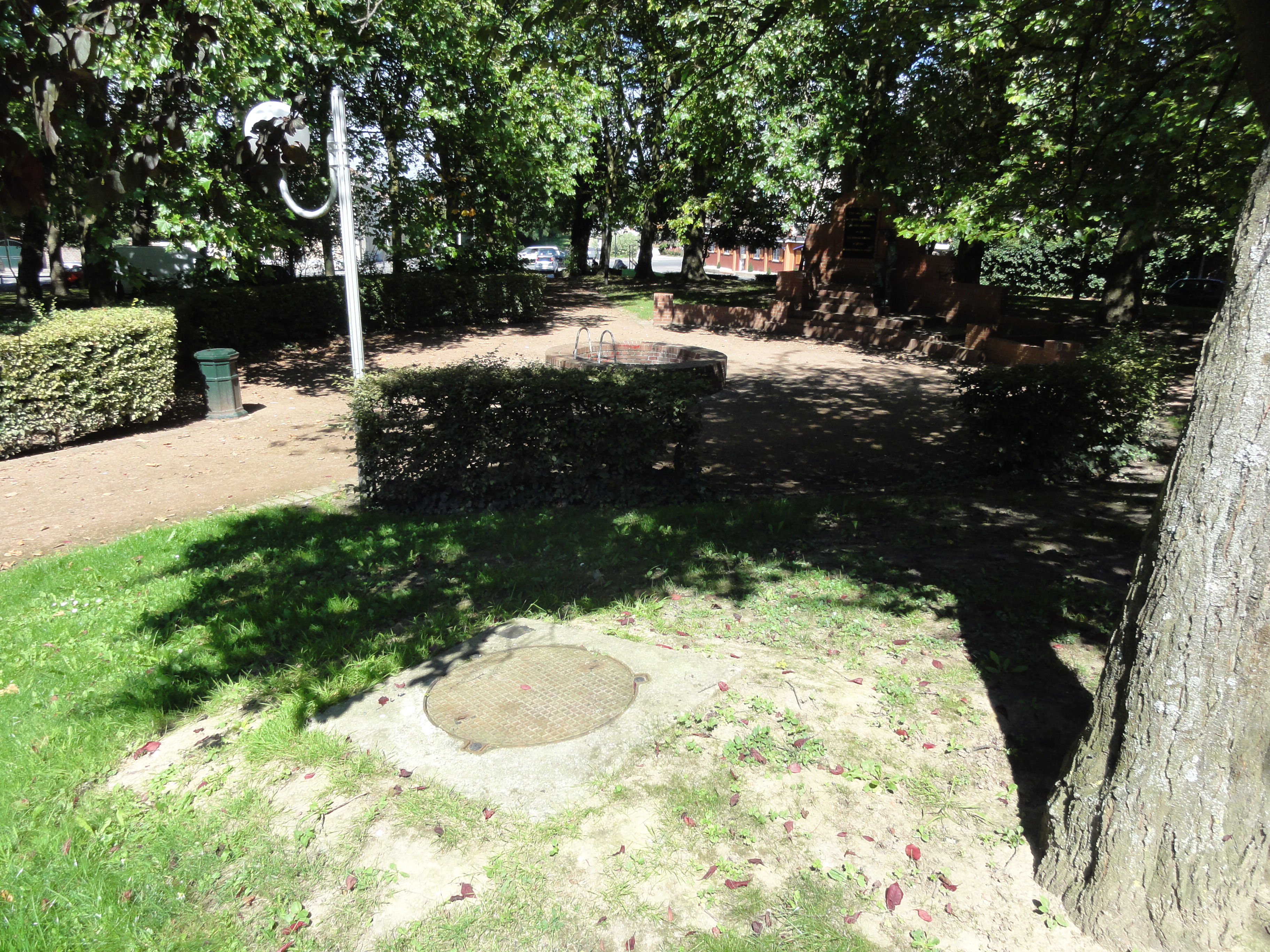
Tête de puits matérialisée no 1.
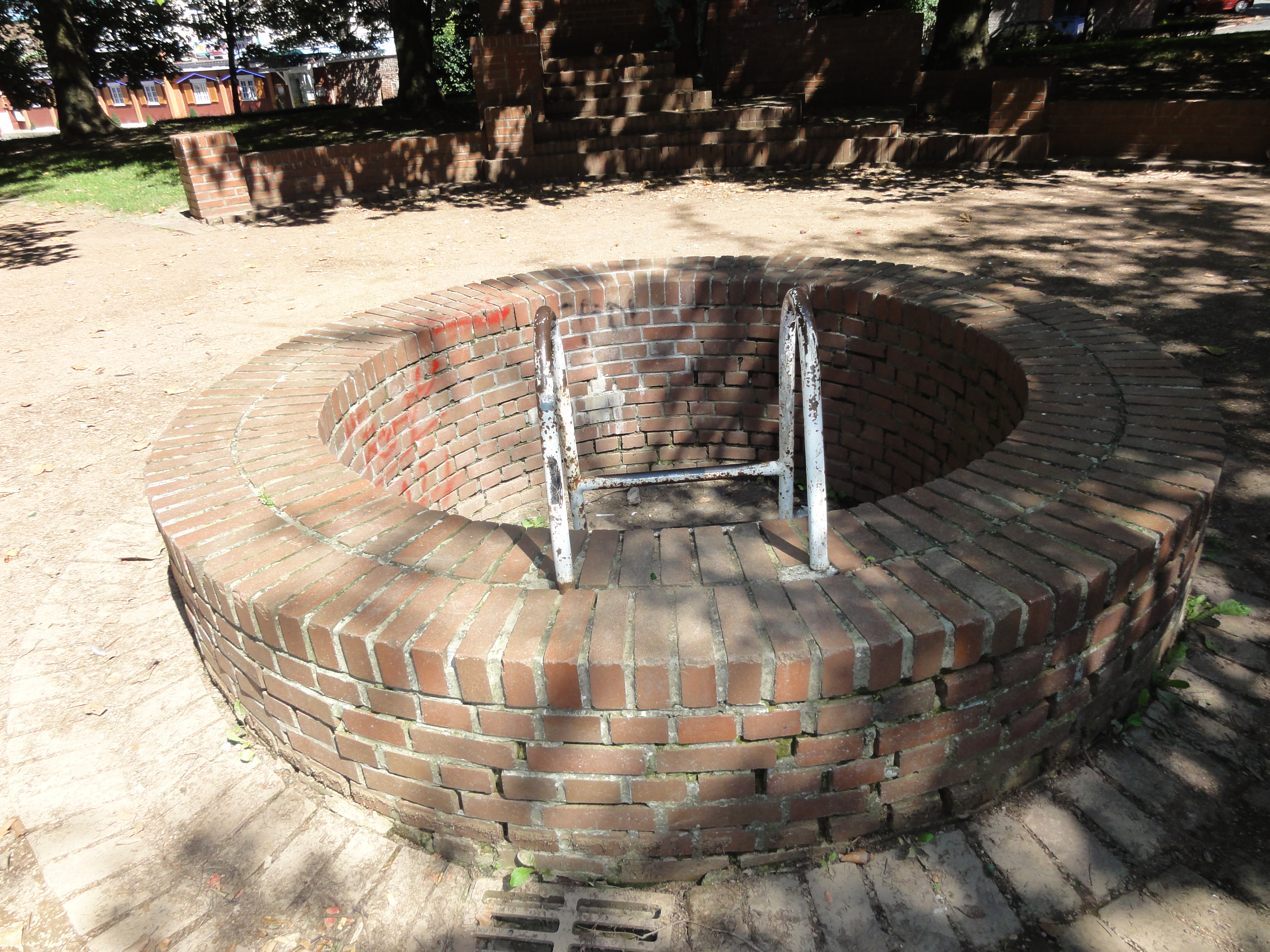
Une partie du mémorial[note 3].
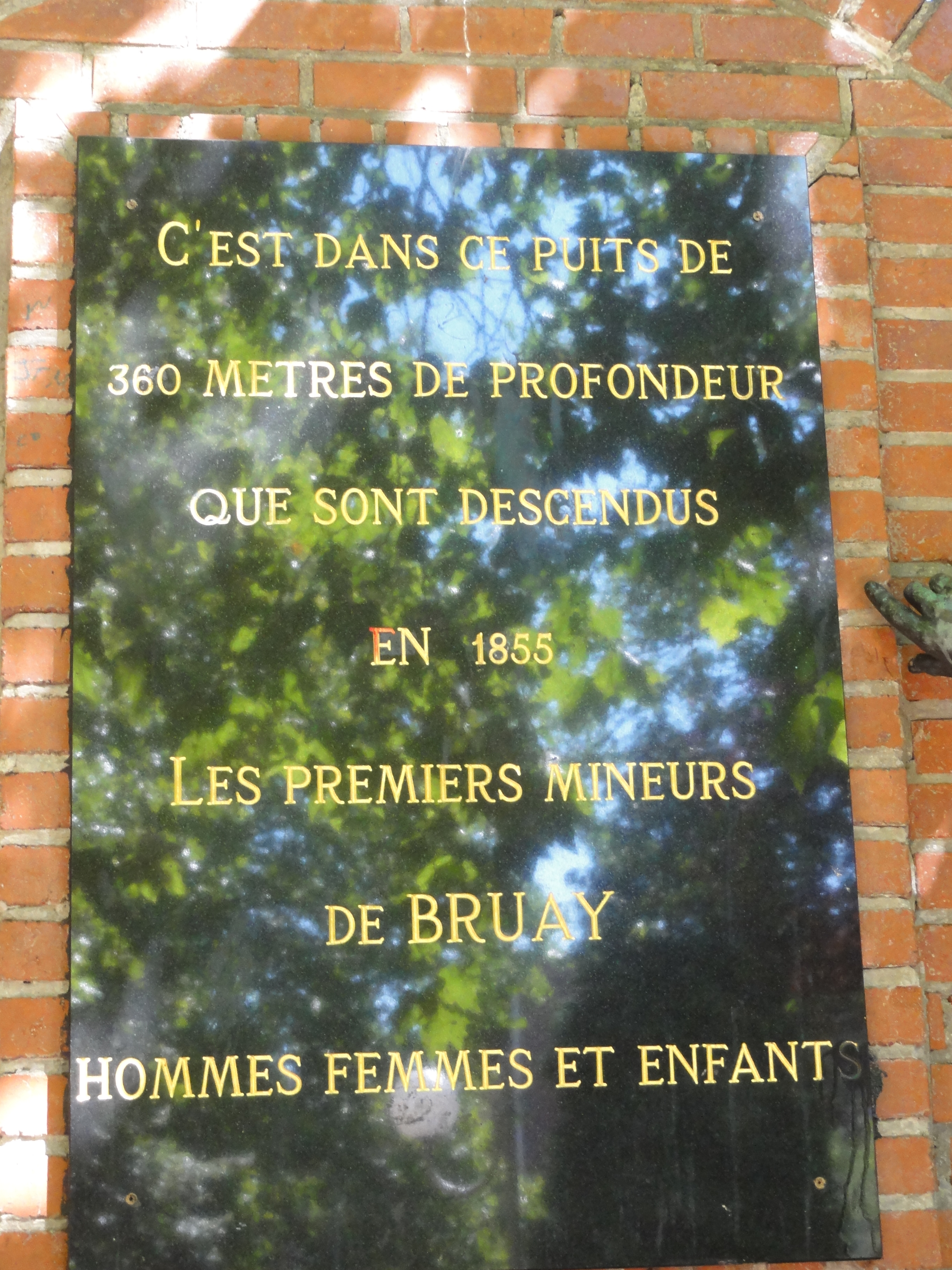
« C'est dans ce puits de 360 mètres de profondeur que sont descendus en 1855 les premiers mineurs de Bruay, hommes, femmes et enfants ».
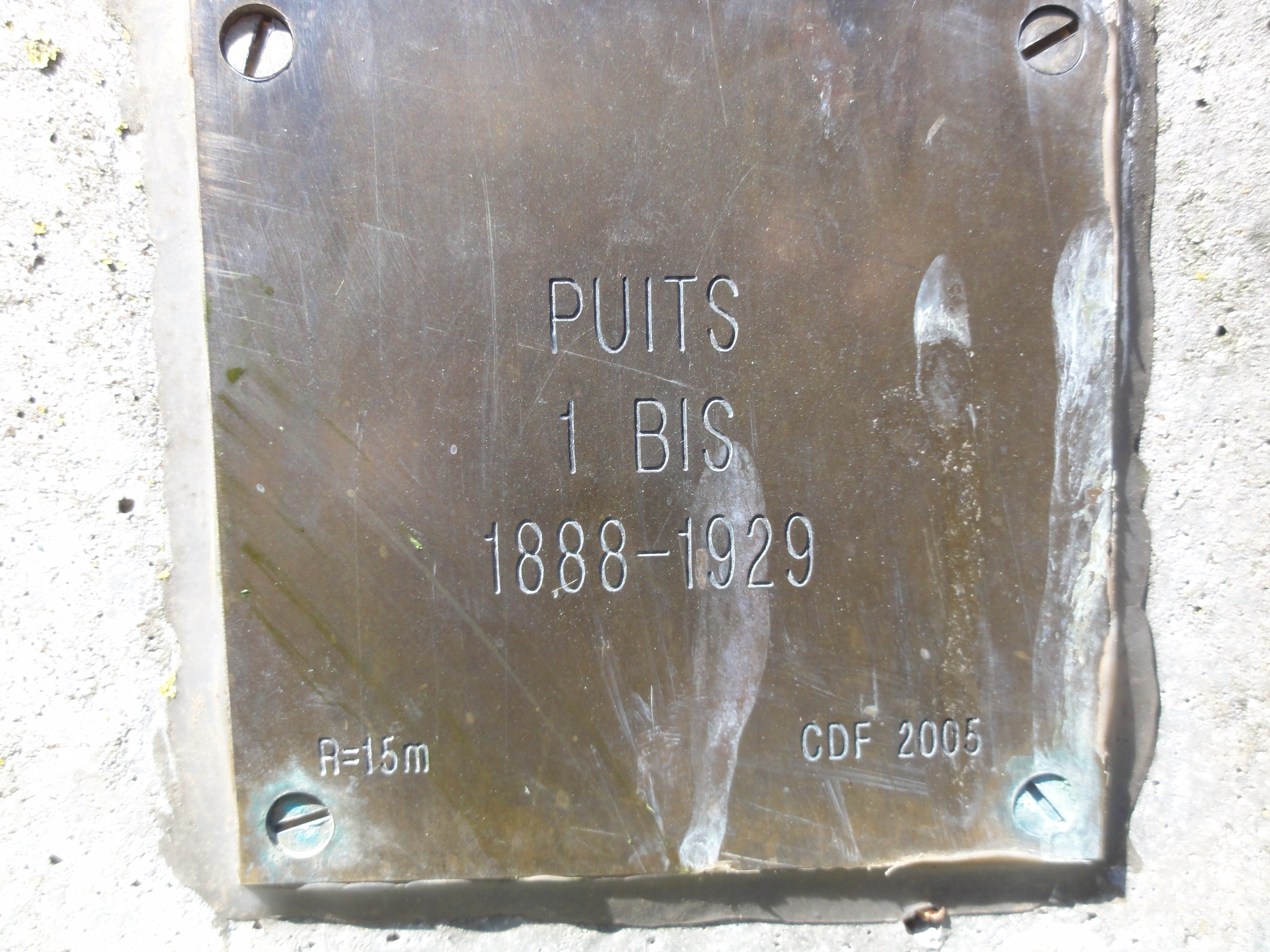
Puits no 1 bis, 1888 - 1929.
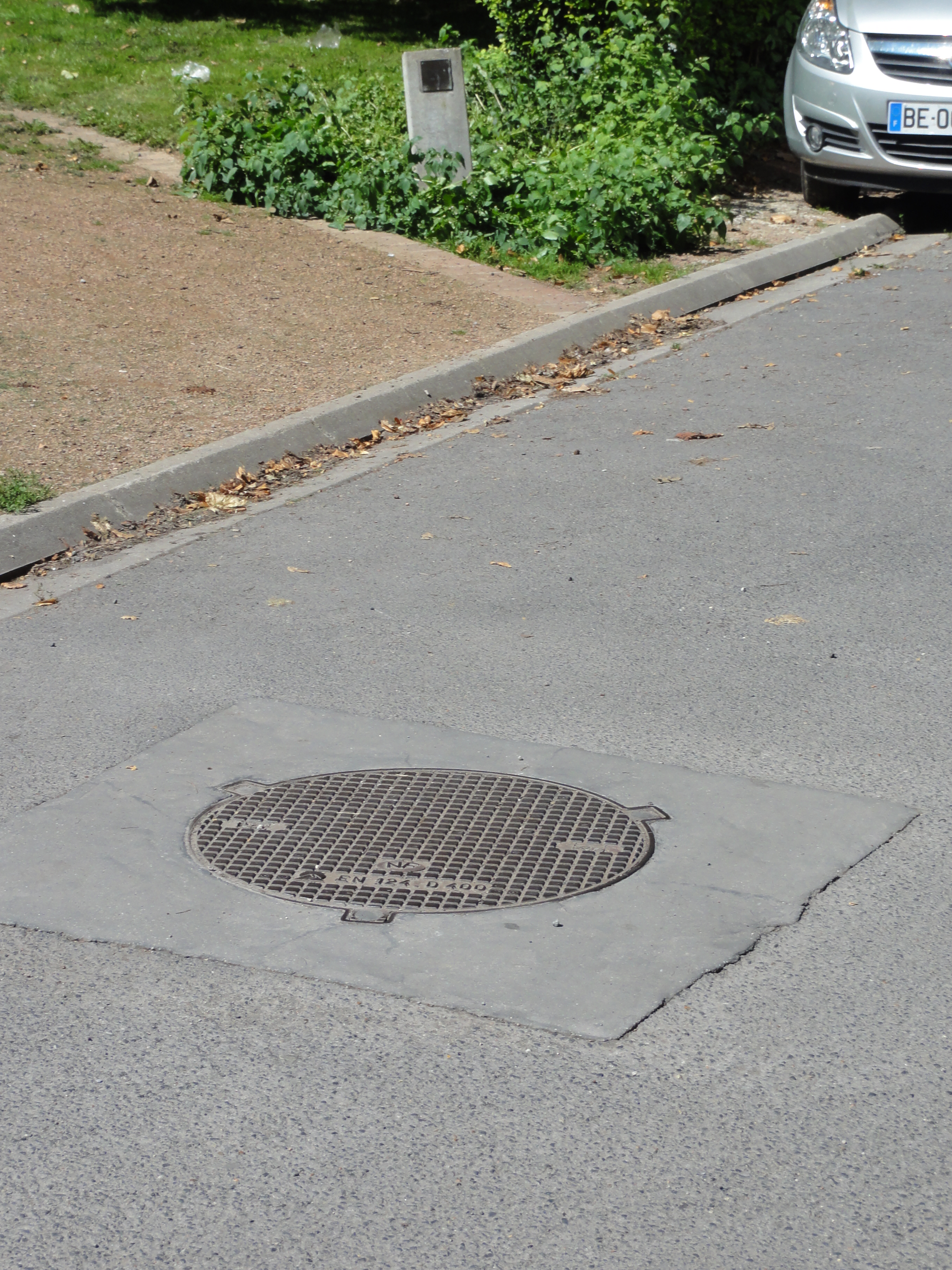
Tête de puits matérialisée no 1 bis, la stèle est en arrière-plan[note 4].

## Les cités
De nombreuses cités ont été bâties par la Compagnie des mines de Bruay à proximité de la fosse. Deux sont situées plus loin à Gosnay. Bien que certaines sont relativement communes, d'autres présentent un grand intérêt. La cité pavillonnaire Anatole France fait partie des 353 éléments répartis sur 109 sites qui ont été inscrits le 30 juin 2012 sur la liste patrimoine mondial de l'Unesco. Elle constitue une partie du site no 96.

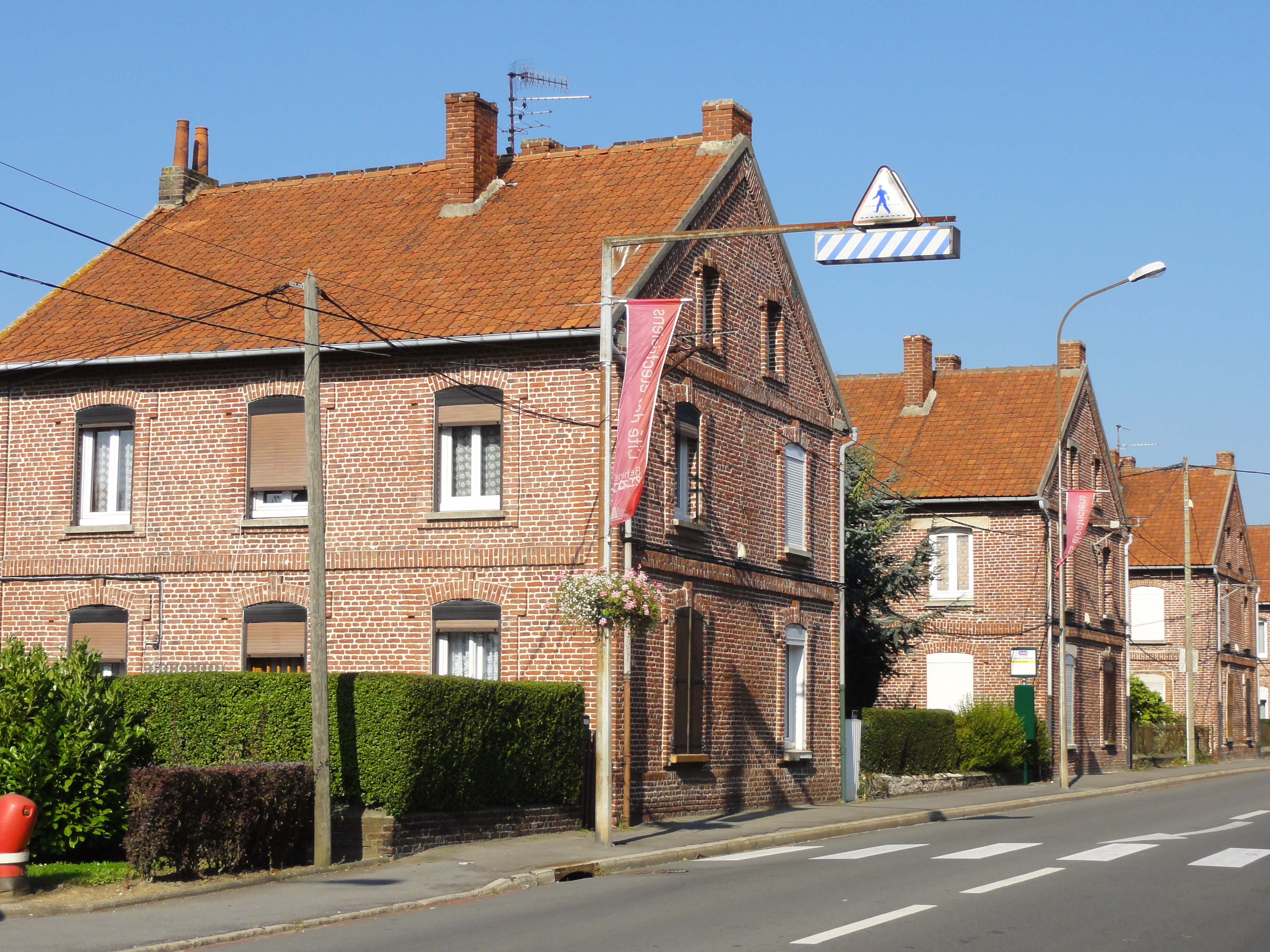
Habitations situées en face de la cité no 2, dite des Électriciens, à Bruay.
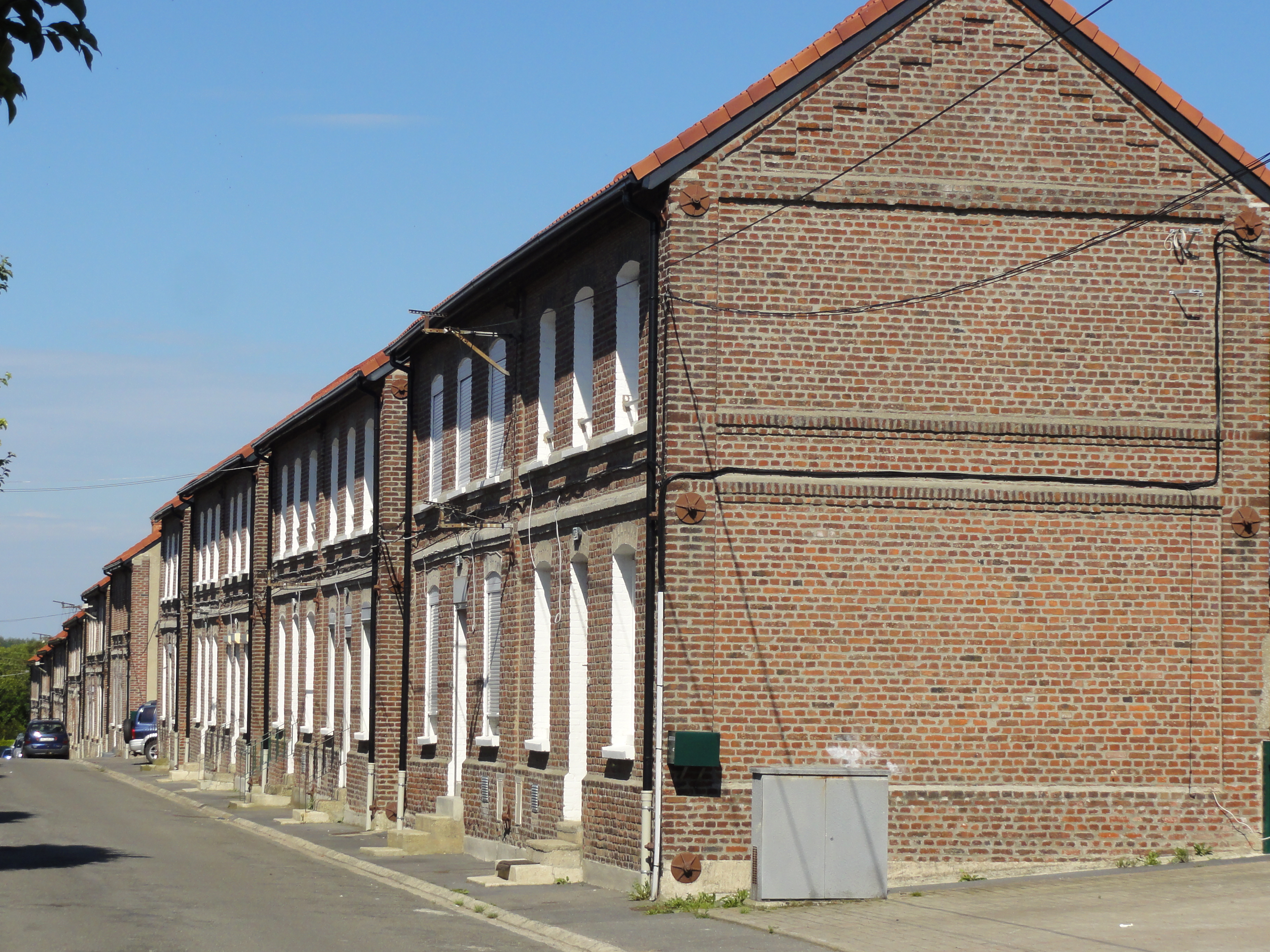
Habitations groupées par deux, près de la Lawe
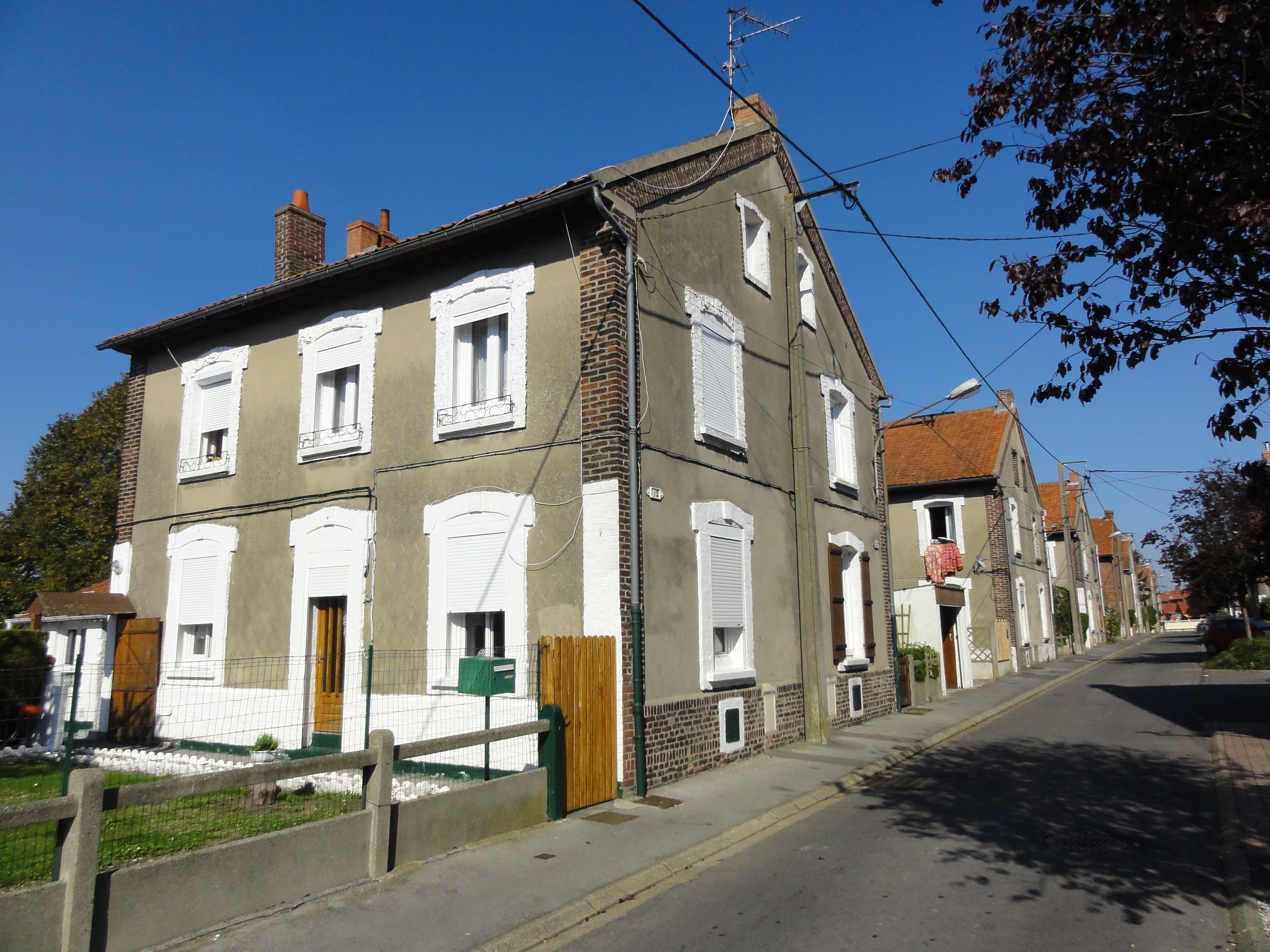
Habitations groupées par deux.
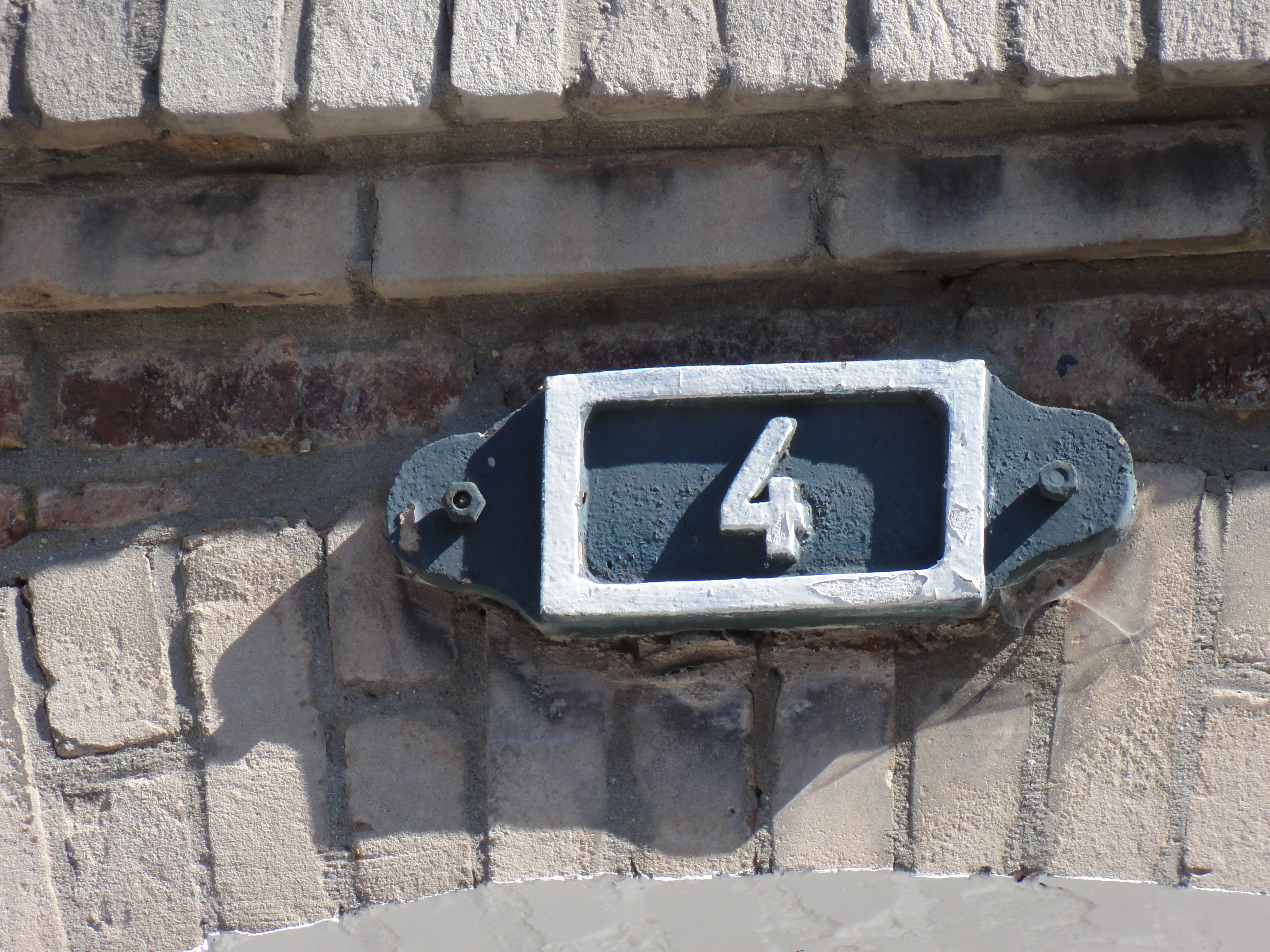
Élément de numérotation propre à la Compagnie de Bruay
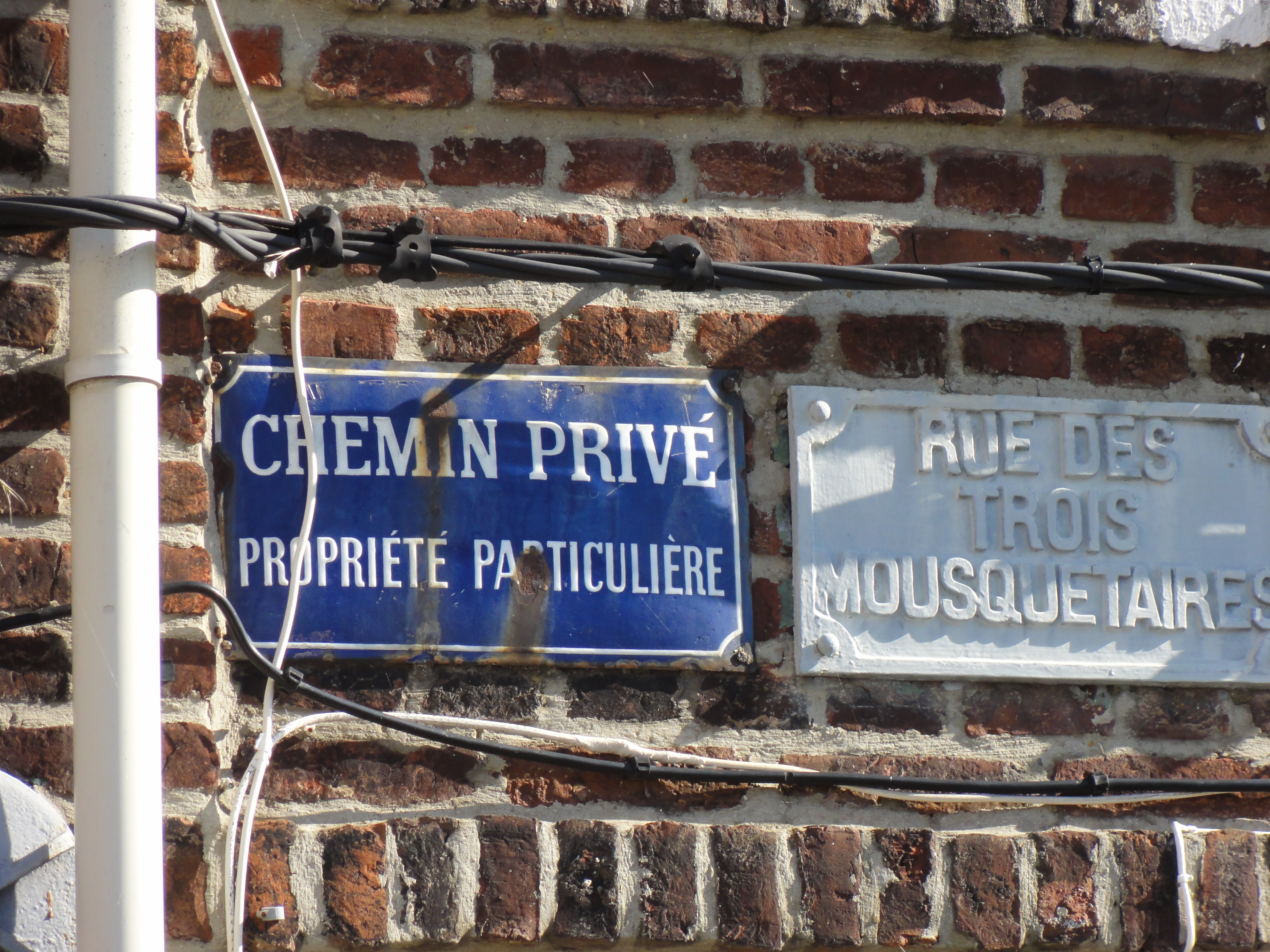
L'accès aux cités était autrefois règlementé (ici à Gosnay).
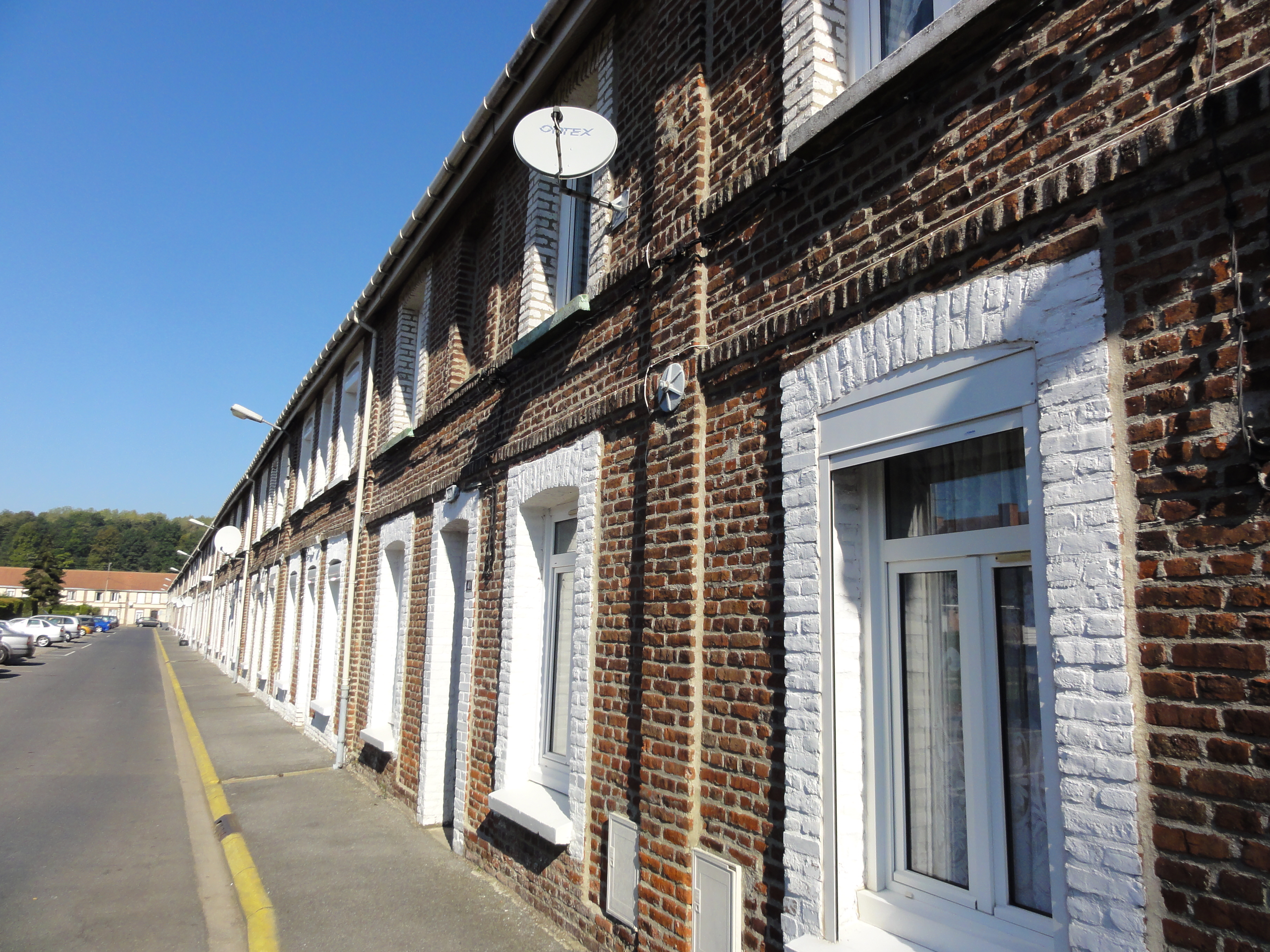
Coron long de 168 mètres à Gosnay.

### La cité des Électriciens
50° 28′ 56″ N, 2° 33′ 13″ E
Les cités de la Compagnie des mines de Bruay, à l'instar des fosses, sont numérotées. La cité des Électriciens porte le no 2. Bâtie entre 1855 et 1861, il s'agit de la plus vieille cité minière préservée du Pas-de-Calais.
La cité des Électriciens, où a notamment été tournée une partie du film Bienvenue chez les Ch’tis, a été en grande partie préservée. Il subsiste neuf corons. Les façades et toitures de l'ensemble de la cité de la fosse no 1 - 1 bis (la totalité des rues Ampère, Branly, Coulomb, Edison, Faraday, Franklin, Gramme, Laplace, Marconi, Volta) font l’objet d’une inscription au titre des monuments historiques depuis le 25 novembre 2009. La cité des Électriciens fait partie des 353 éléments répartis sur 109 sites qui ont été inscrits le 30 juin 2012 sur la liste patrimoine mondial de l'Unesco. Elle constitue une partie du site no 96.
Des travaux de réhabilitation des bâtiments débutent en septembre 2013 et s’achèvent au printemps 2018. Certaines maisons restent des logements, d'autres deviennent des gîtes de tourisme où des ateliers d'artistes. Un « centre d'interprétation de l'habitat et du paysage miniers » (ouvert en mai 2019) retrace la vie dans les corons.

La cité des Électriciens avant sa réhabilitation.
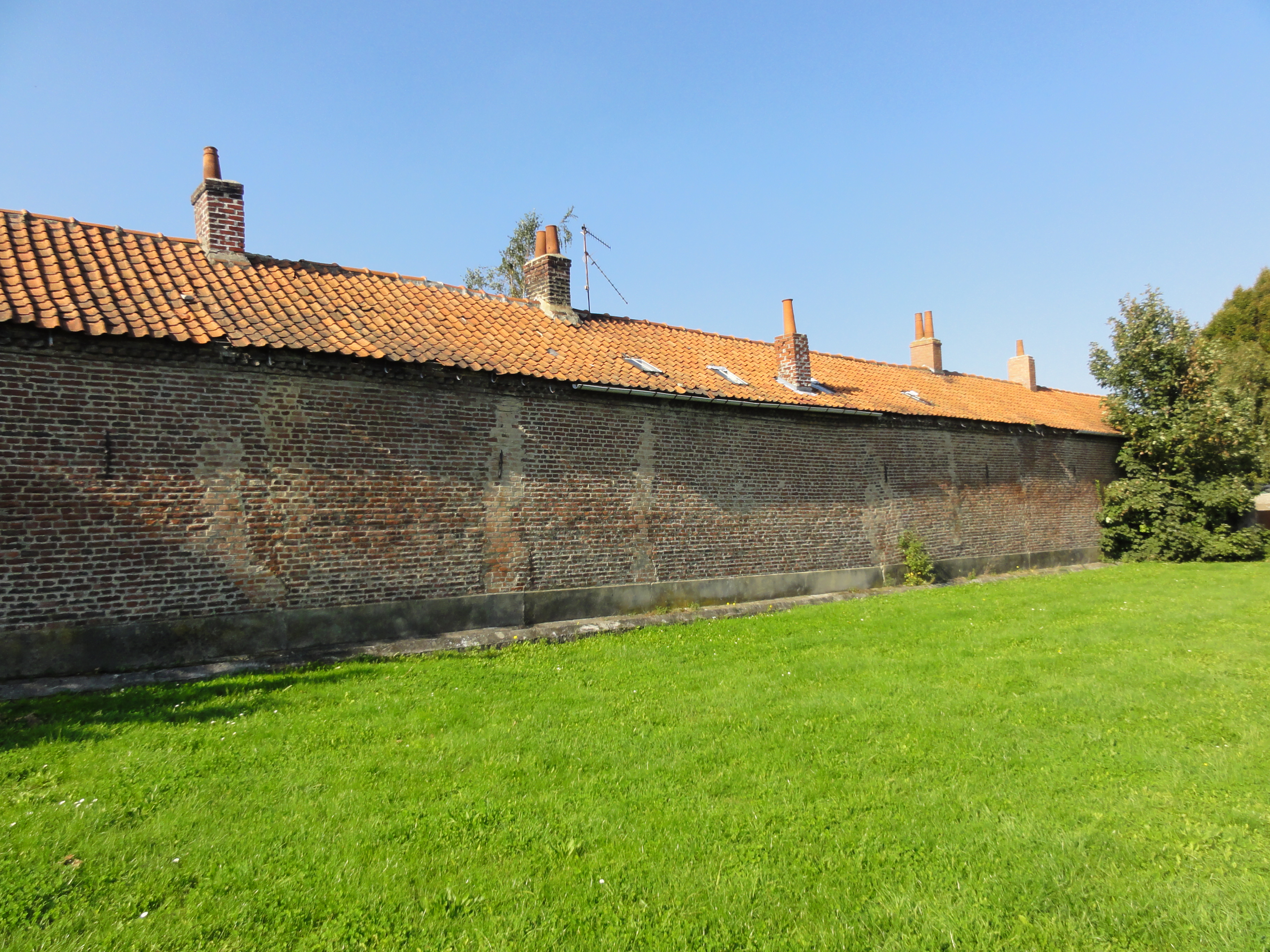
Vue arrière de la cité.
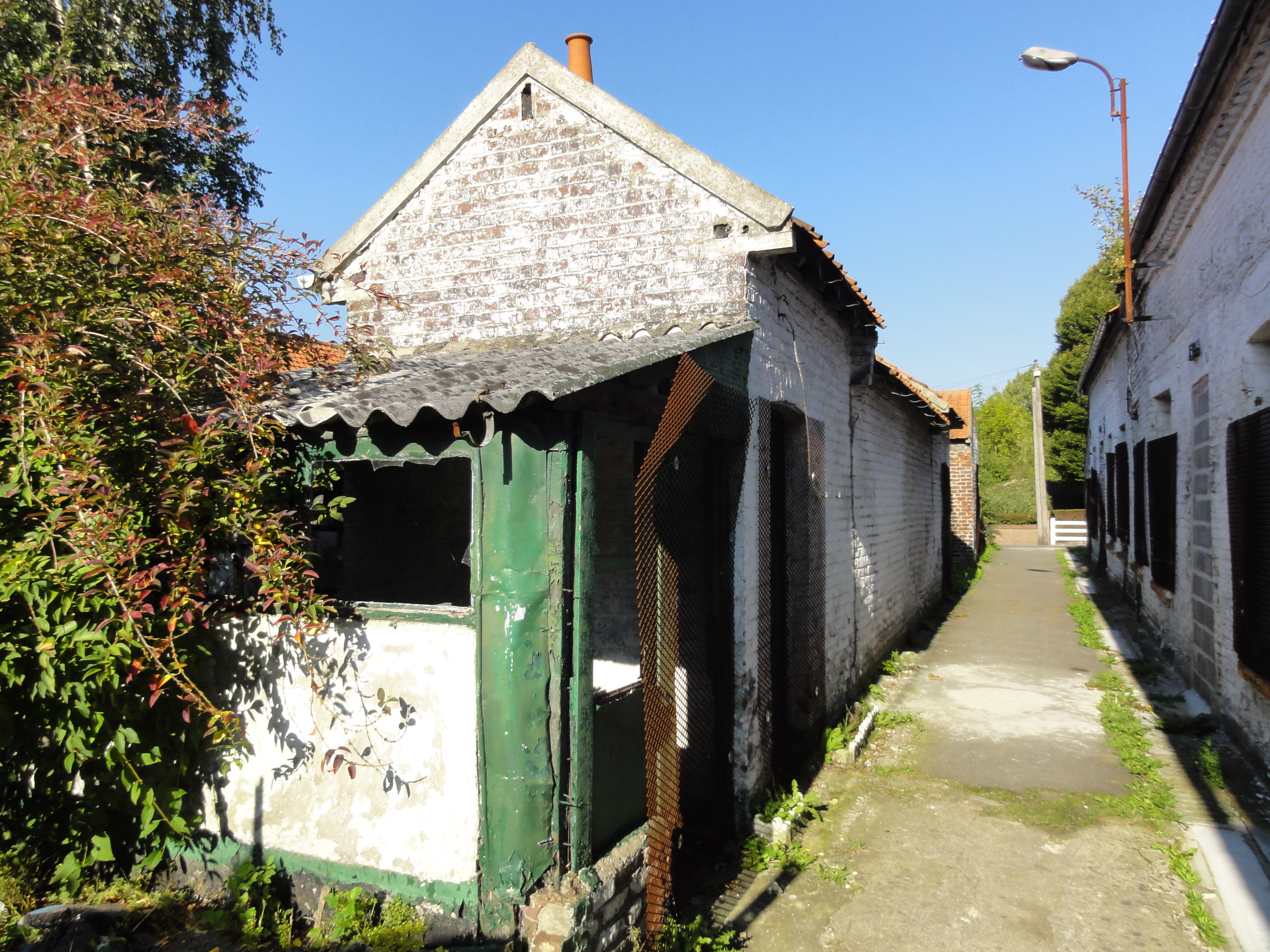
Une ruelle, avec ses dépendances, dont les toilettes.
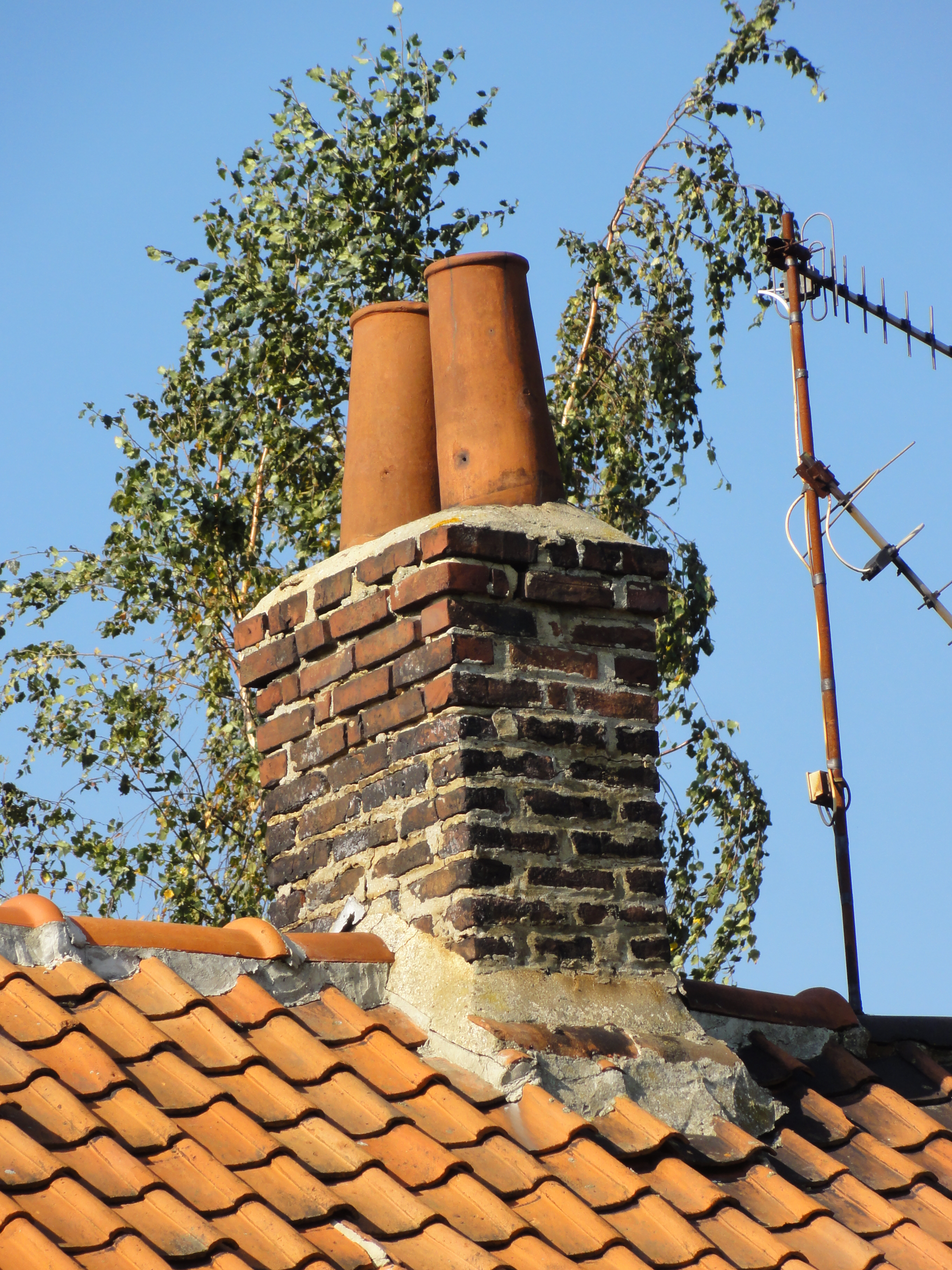
Détail d'une cheminée.
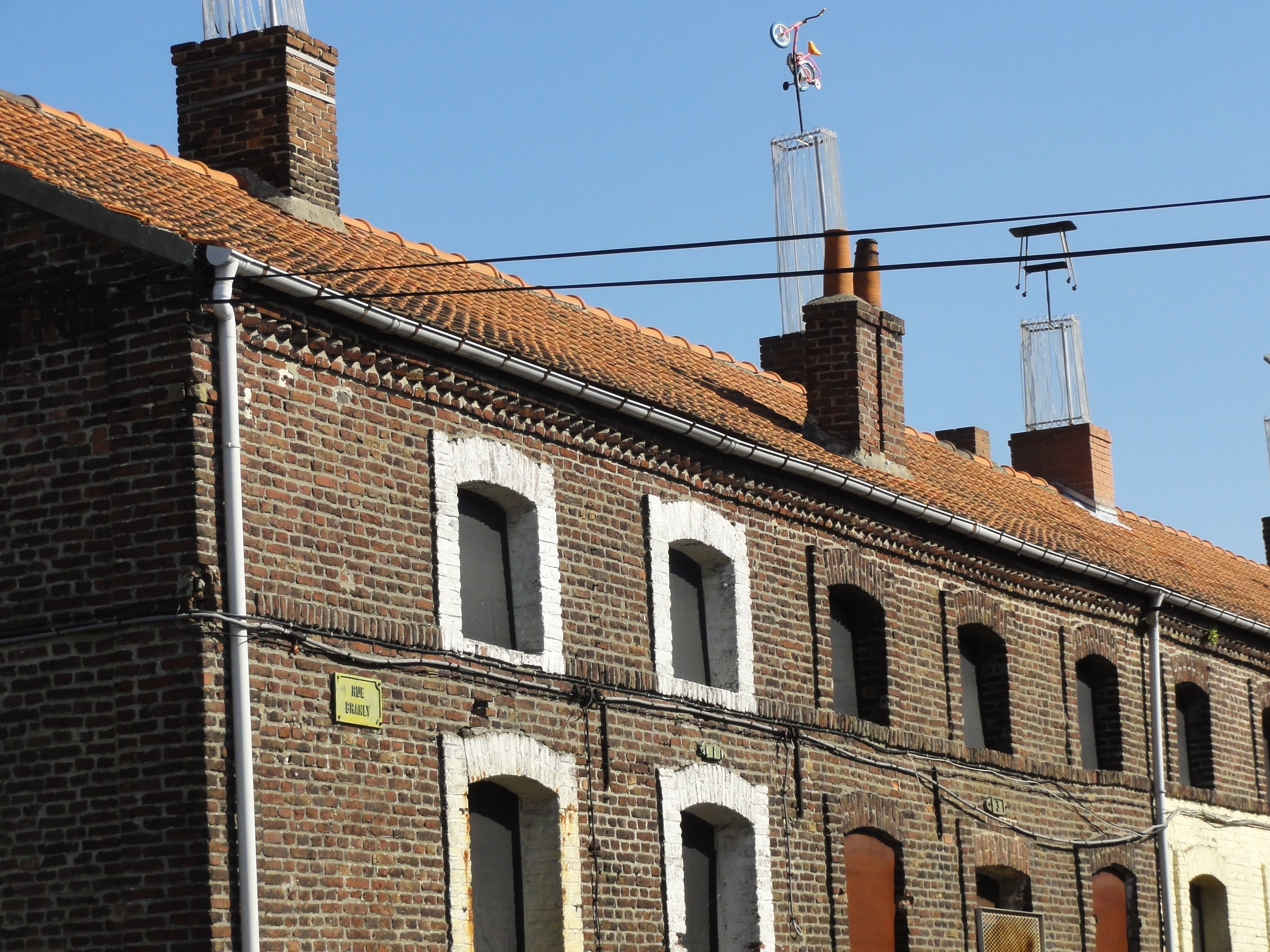
Le coron central.
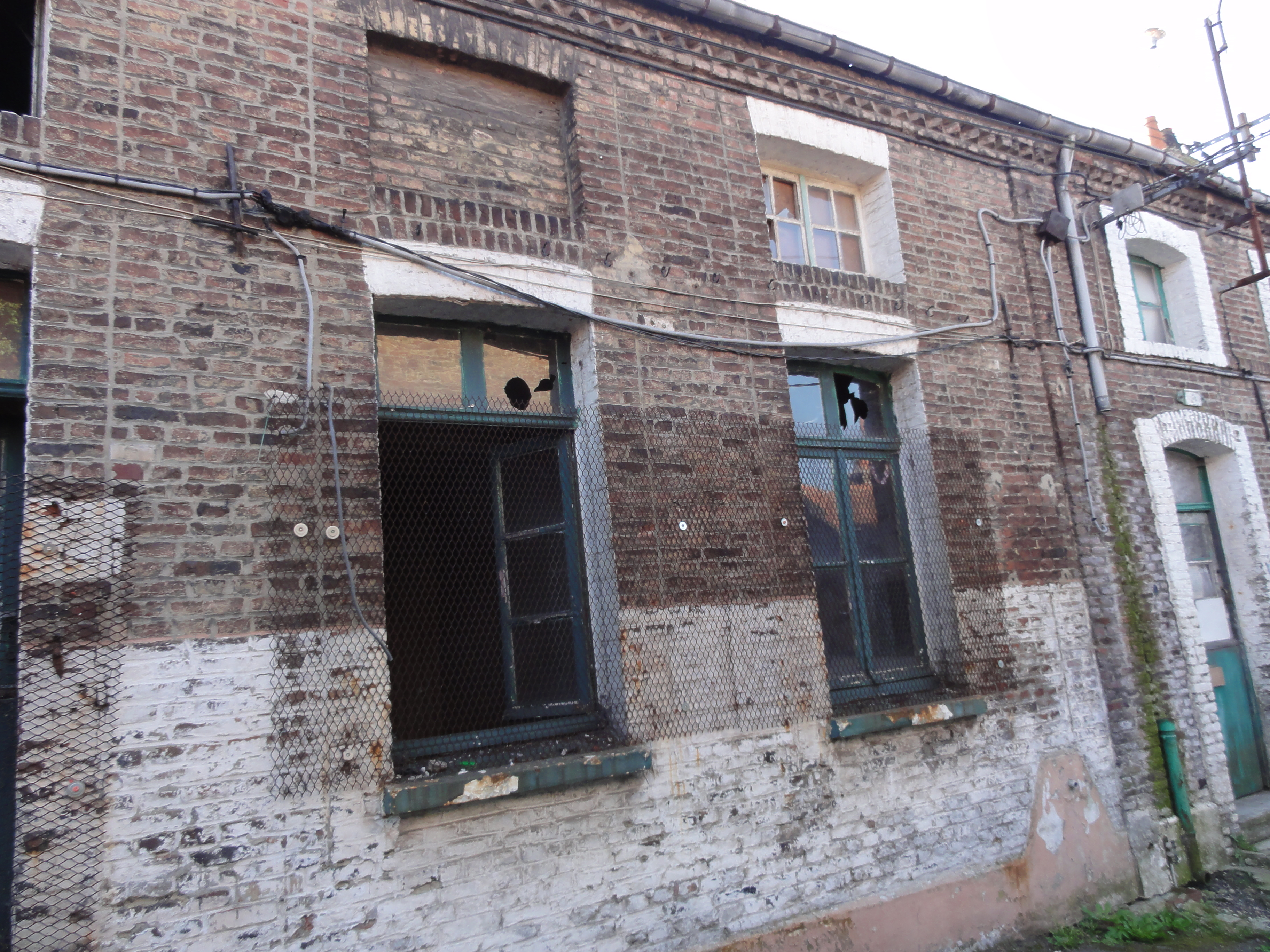
Détail d'une façade
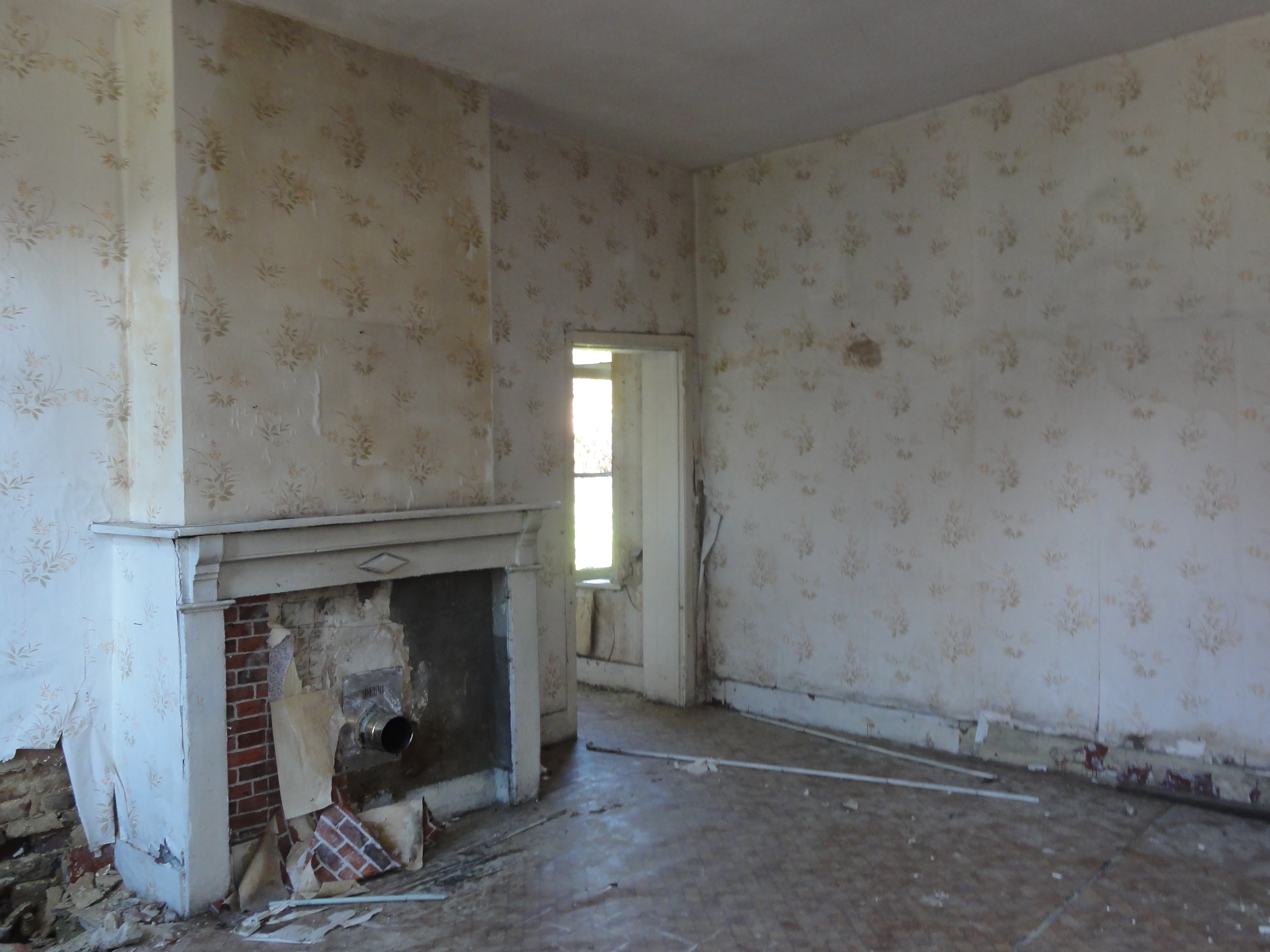
Intérieur d'une habitation, en 2011.

### La cité du Château des Dames
50° 30′ 30″ N, 2° 34′ 45″ E
La cité du Château des Dames porte le no 17. Il s'agit d'une ancienne chartreuse reconvertie en ferme qui a été rachetée par la Compagnie des mines de Bruay en 1899 pour en faire des logements. Ces derniers sont relativement sommaires,.
Les restes de l'église, les façades et les toitures du bâtiment de la porterie, les bâtiments adjacents à l'église, la maison du jardinier, les bâtiments situés en équerre au nord-ouest, les anciens murs de clôture avec la tourelle sud, le sol compris à l'intérieur de l'enceinte et les boiseries subsistantes font l’objet d’une inscription au titre des monuments historiques depuis le 10 juin 1986. La cité du Château des Dames fait partie des 353 éléments répartis sur 109 sites qui ont été inscrits le 30 juin 2012 sur la liste patrimoine mondial de l'Unesco. Elle constitue le site no 92.

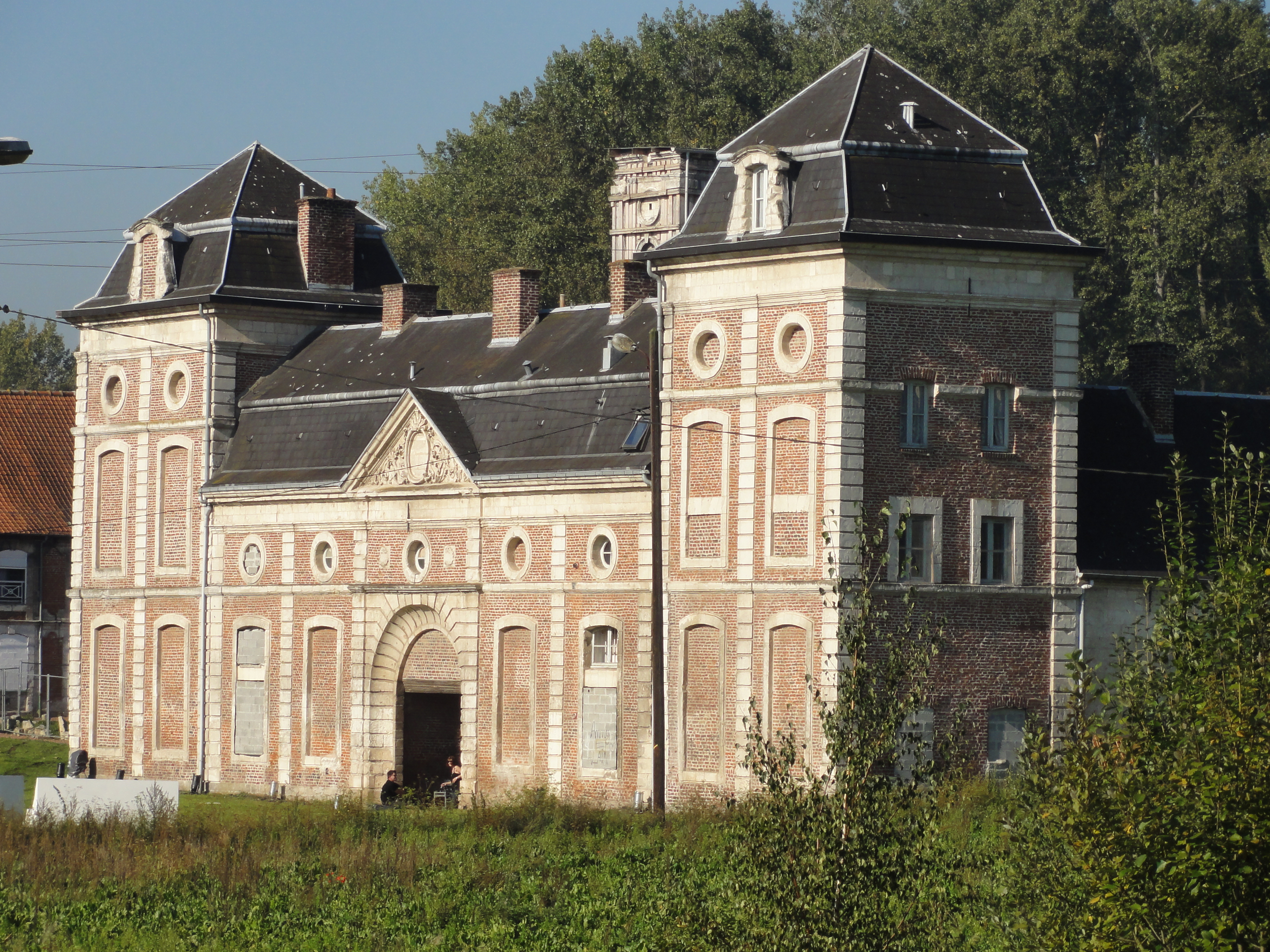
Le bâtiment principal.
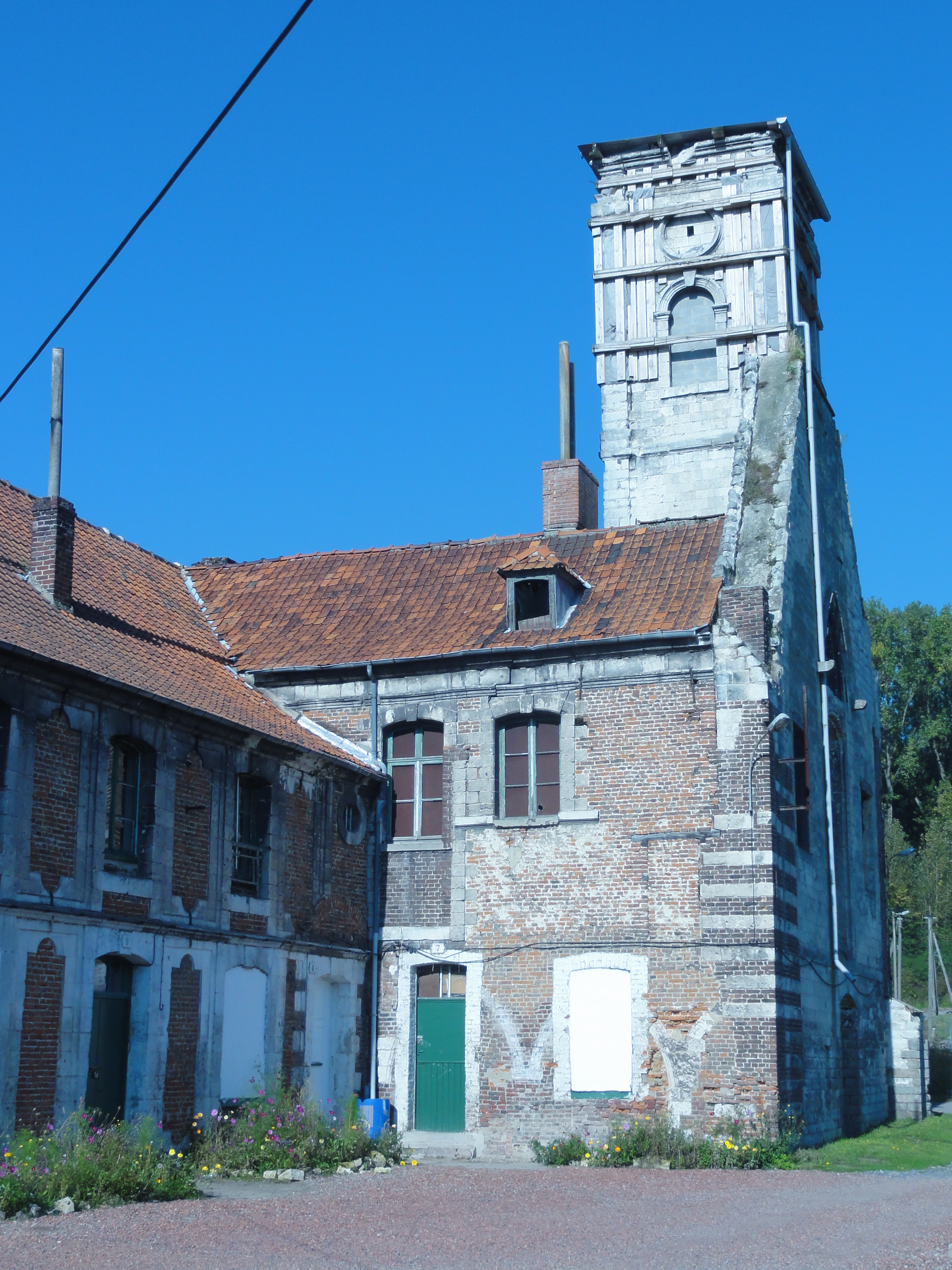
L'ancienne église.
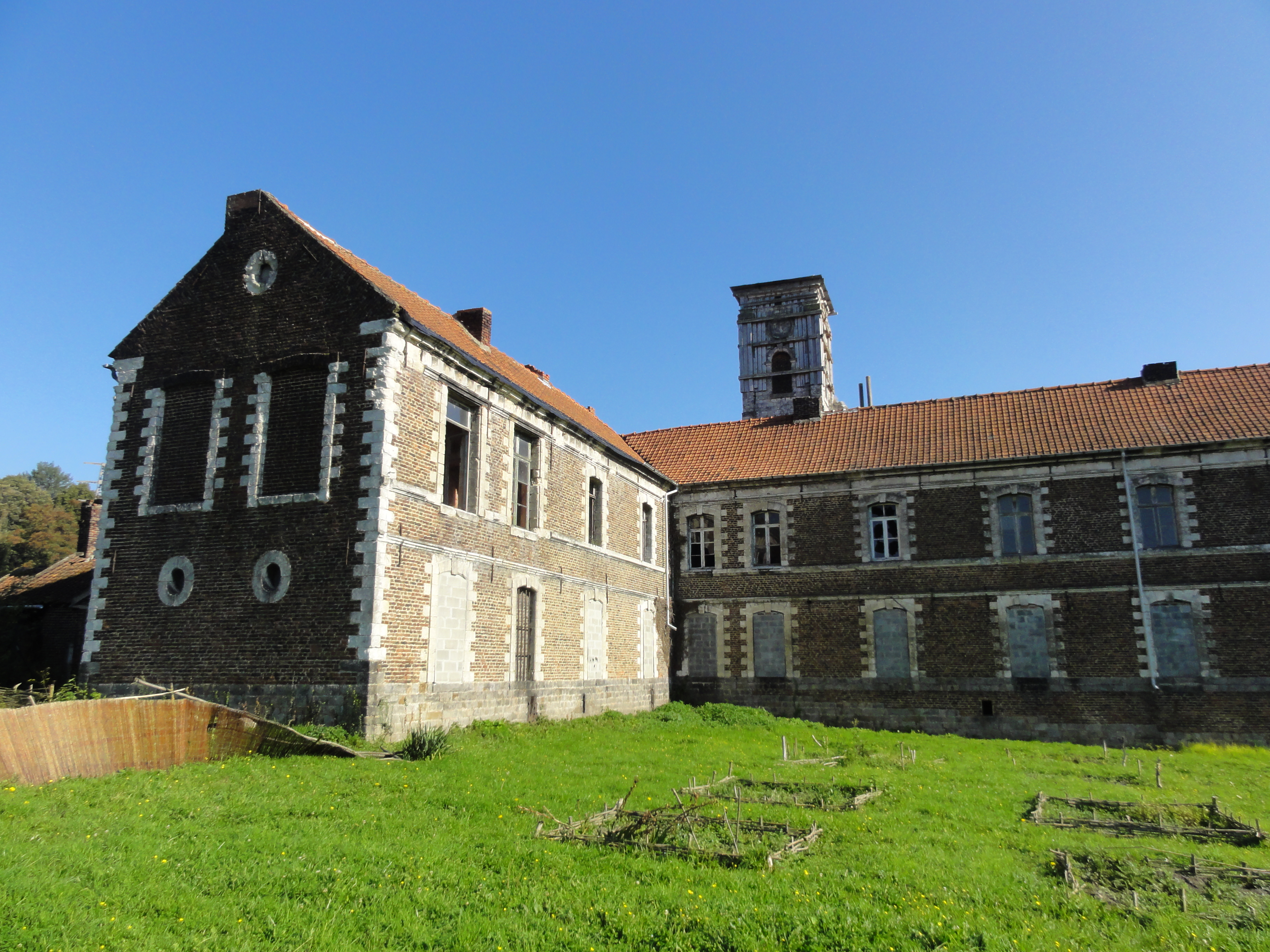
Un corps de ferme reconverti en habitations.
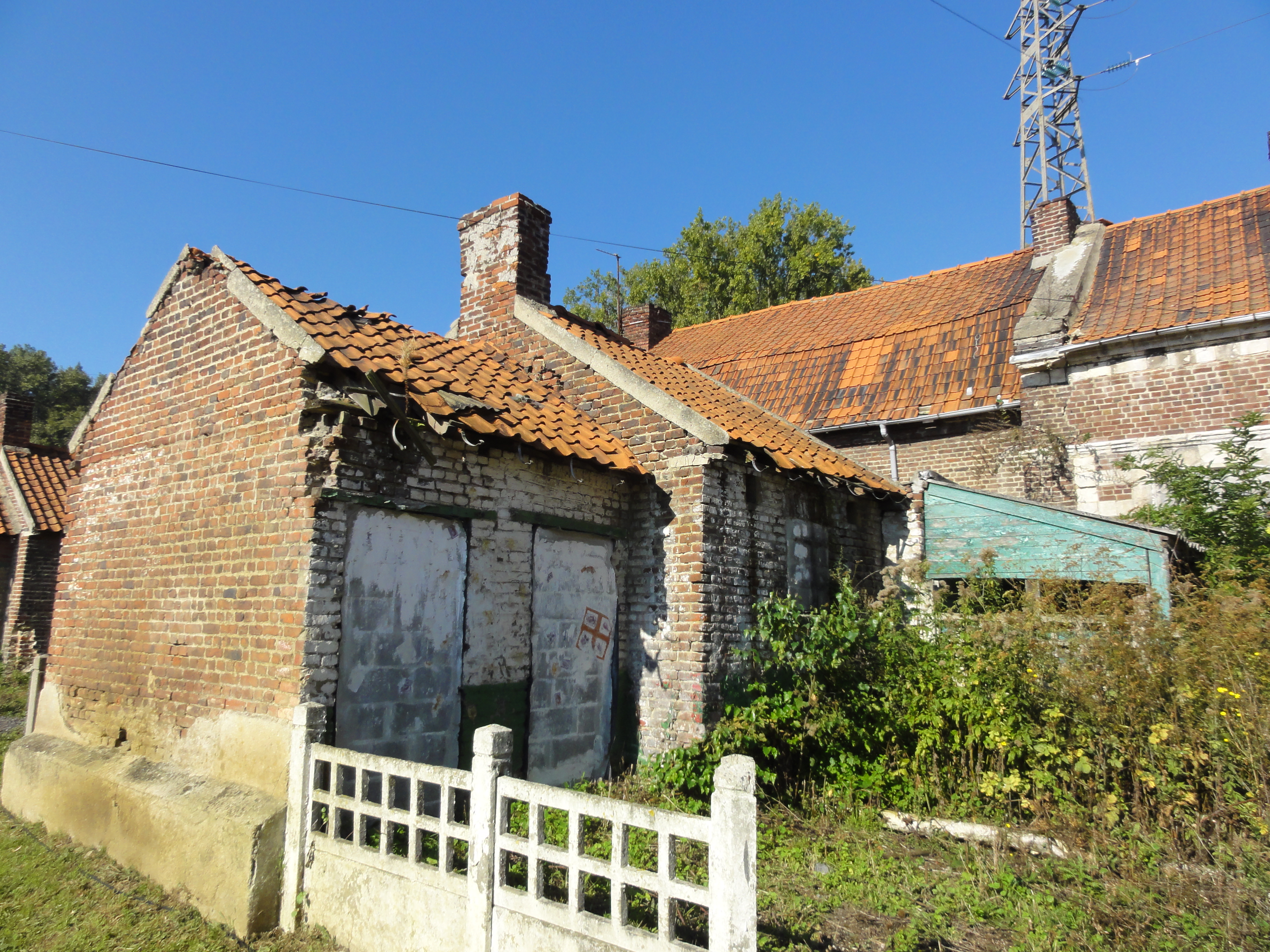
Les dépendances.
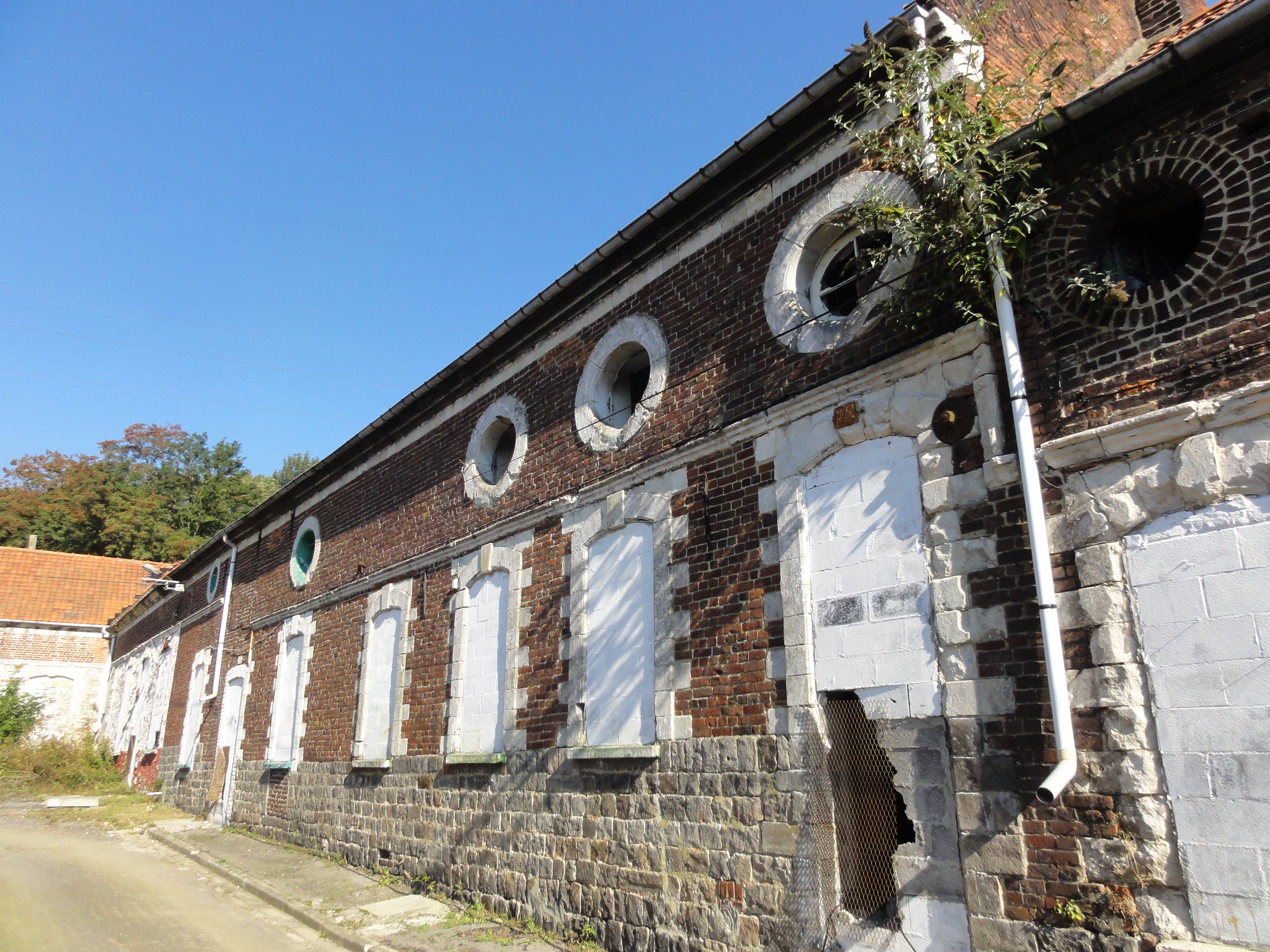
Détail des façades.
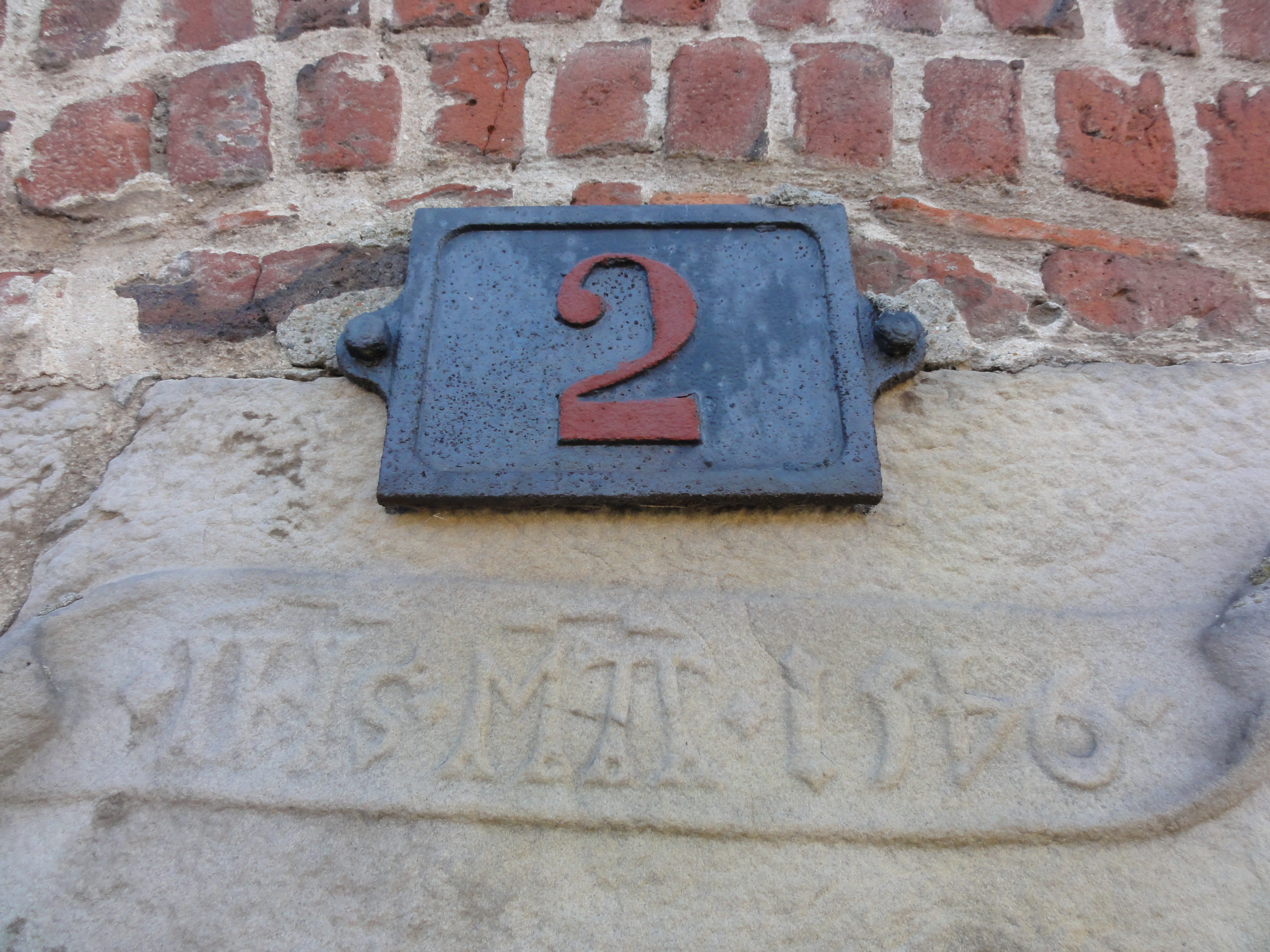
Pierre datant de 1546, le 4 représente le signe de croix.

### La chapelle Sainte-Barbe

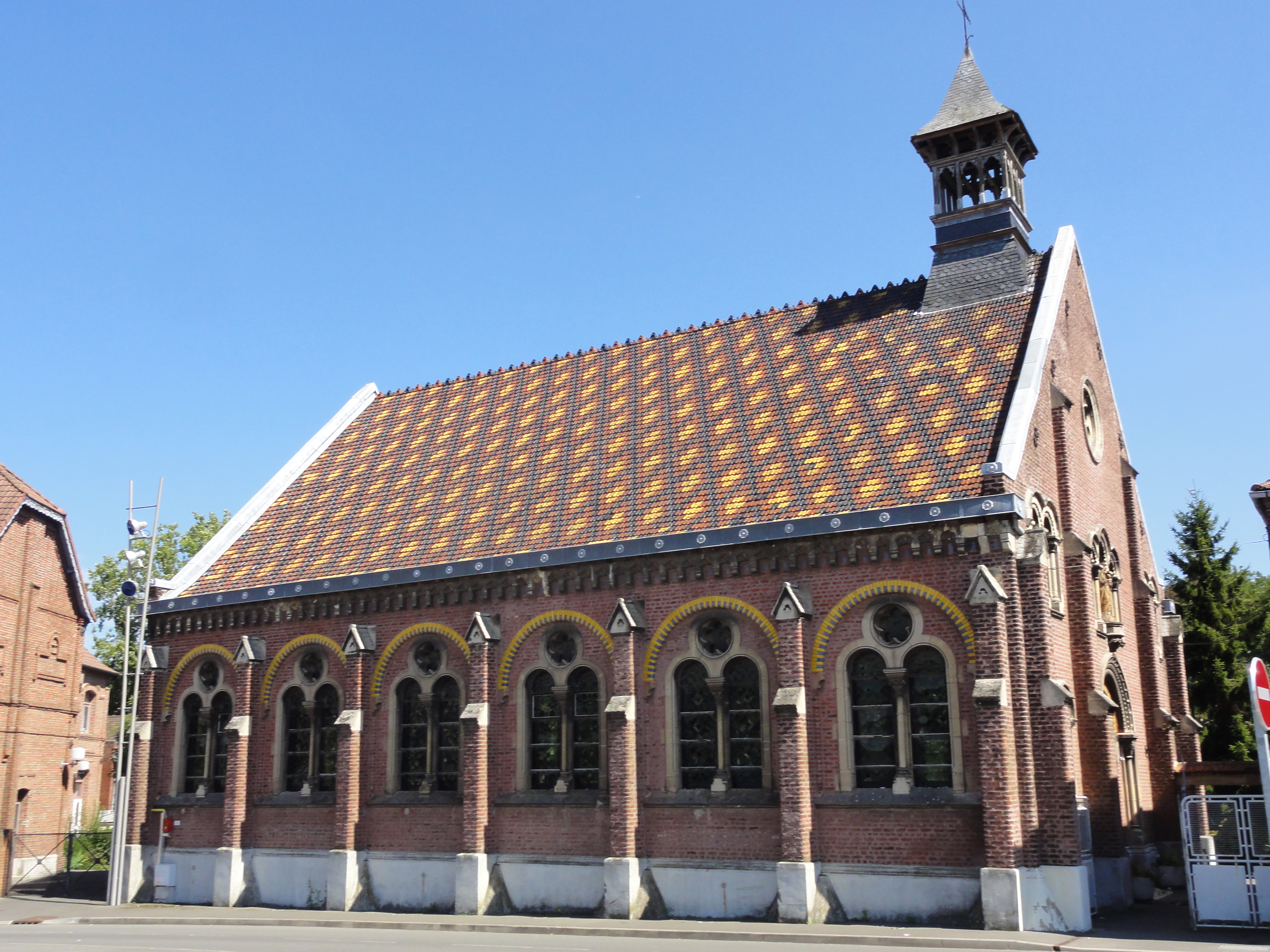
La chapelle Sainte-Barbe.

50° 28′ 57″ N, 2° 32′ 51″ E
La chapelle Sainte-Barbe a été construite à Bruay-en-Artois à proximité de la fosse.